# Santa Lucia del Gonfalone (título cardenalicio)
Santa Lucia del Gonfalone (en latín: Sanctae Luciae de Gonfalone); (en italiano: Santa Lucia del Gonfalone); es un título cardenalicio y diaconía, creada por el papa Juan Pablo II en el año 2003.
Tiene como sede la Iglesia de Santa Lucia del Gonfalone, situada en la ciudad de Roma.

## Titulares
- Francesco Marchisano (29 de octubre de 2003 - 27 de julio de 2014)
- Vacante (2014 - 2018)
- Aquilino Bocos Merino (28 de junio de 2018 - actual)